# Rancourt, Somme
Rancourt là một xã ở tỉnh Somme, vùng Hauts-de-France, Pháp.

## Địa lý
Thị trấn này tọa lạc 30 dặm Anh về phía đông bắc của Amiens, trên tuyến đường N17.

## Dân số
| 1962                                                         | 1968 | 1975 | 1982 | 1990 | 1999 |
| ------------------------------------------------------------ | ---- | ---- | ---- | ---- | ---- |
| 90                                                           | 108  | 113  | 128  | 143  | 144  |
| Số liệu điều tra dân số từ năm 1962, dân số không tính trùng |      |      |      |      |      |